# Lillebæltskolen
Lillebæltskolen er en folkeskole i Middelfart Kommune, der blev startet i 1980. Skolen er tosporet, har godt 62 medarbejdere og ca. 535 elever fordelt i 21 klasser fra 0. – 9. klasse.
I værket Dansk Skolehistorie fremhæves Lillebæltskolen for sit minimalistiske værdiregelsæt. Da alle skoler efter en ny bekendtgørelse i 2010 skulle udarbejde et sæt værdiregler, der var retningsgivende for ny opførsel, tilkendegav skolen kort og godt: "Du må ikke genere nogen eller ødelægge noget" som den første af fem regler. Det var i modsætning til de fleste andre skoler, som valgte betydeligt mere detaljerede forskrifter.